# بوركالا (ماغادان)
بوركالا (بالروسية: Бурхала) هي مدينة في مقاطعة ماغادان أوبلاست في روسيا.